# 完原大君
完原大君（ワヌォンたいくん、완원대군、1331年 - 1356年）は、李氏朝鮮の建国者・李成桂の祖父である李椿の三男。本貫は全州李氏、母親は文州朴氏の敬順王后。名は李子宣。字は「聖受」。高麗時代は「完山伯」に封じられた。1872年（高宗9年）に完原大君に追封された。